# Флокула

Вугільно-латексна флокула.

Зовнішній вигляд магнітних флокул

Флокула (англ. floccula, нім. Flocke f) — аґреґат, утворений з декількох мінеральних, вугільних, рудних та інш. частинок внаслідок їх зчеплення з участю змочувальної рідини, флокулянта, а також електричних та магнітних полів або поверхневих ефектів (властивостей).
Флок (англ. floc) — у хімії — слабко зв'язані структури, утворені при флокуляції. Мають вигляд слабкозв'язаних чи відкритих сіток, які можуть розділятись, а можуть і не розділятись макроскопічно.